# 瀬上宿
瀬上宿（せのうえしゅく） は、奥州街道の宿場で、現在の福島県福島市北東端に形成している町々である。
岩代国信夫郡奥州街道の宿場町であり阿武隈川水運の要所であるなど陸水交通の要所であった。瀬上花街という名称の花街も存在したほどの繁栄を見せていた。現在、旧街道町は国道4号に隣接しており近隣には阿武隈急行線の駅が設置されているなど旧宿場町としての機能を継承してきている。

## 隣の宿
奥州街道
福島宿 - 瀬上宿 - 桑折宿